# Coroação de Pedro I do Brasil
A Coroação de Pedro I do Brasil como Imperador do Império do Brasil ocorreu na Capela Imperial, Rio de Janeiro, no dia 1 de dezembro de 1822, após o mesmo proclamar a Independência do Brasil em relação a Portugal que ocorrera a 7 de setembro de 1822 e da oficialização da aclamação em 12 de outubro do mesmo ano.

## Antecedentes
Após a proclamação da Independência do Brasil, era necessário que d. Pedro consolidasse o poder e demonstrasse a legitimidade de seu reinado. Já no dia 12 de outubro, no aniversário de 24 anos do Imperador, havia ocorrido a Aclamação de Pedro como monarca. Mesmo sob chuva, o Campo de Santana, os cariocas foram em grande número assistir ao evento. Na ocasião, Pedro aceitou a seu título de "Imperador Constitucional" e "Defensor Perpétuo do Brasil", sendo recebido com vivas, três descargas de infataria e 101 salvas de artilharia.

## Coroação

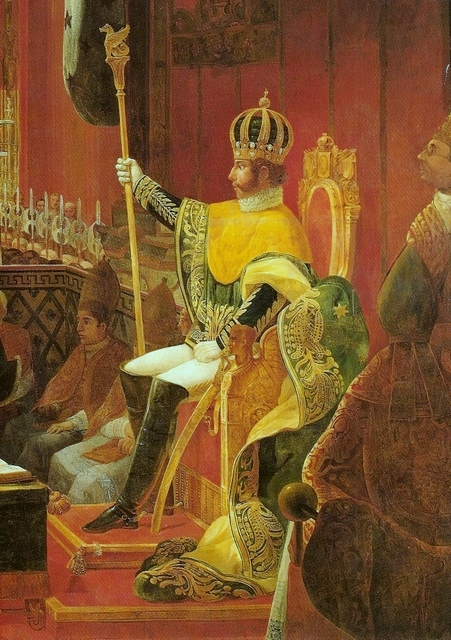
Coroação, detalhe da obra de Jean-Baptiste Debret.

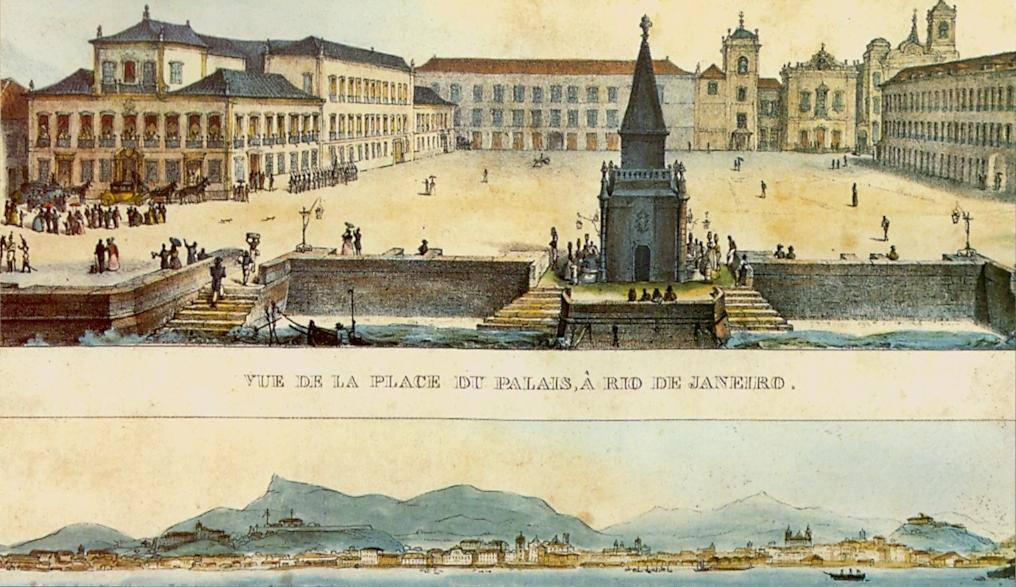
Na parte superior, a atual Praça XV, do lado esquerdo o Paço Imperial (sede do governo Colonial, Real e Imperial) ao fundo o Convento e Igreja do Carmo (onde D. Pedro I e D. Pedro II foram coroados) e o Chafariz do Mestre Valentim, na frente. Na parte inferior um panorama da cidade com destaque o Corcovado. De Jean-Baptiste Debret, em 1830.

Em 1º de dezembro de 1822 ocorreu a sagração e coroação do Imperador. A cerimônia reuniu características francesas e germânicas, como o corte do ar por espadas.

## Premiações
A Ordem Imperial do Cruzeiro foi concedida no dia da coroação. Brasileiros e estrangeiros de relevância na vida política do Brasil, naquele momento, foram agraciados com a ordem, a primeira unicamente brasileira, mesmo que apresentasse inspiração francesa.

## Fatos recentes - 200 anos
Em 2022, para os 200 anos da coroação e ainda nas comemorações do Bicentenário da Independência do Brasil, conforme noticiado por Ancelmo Gois, no portal O Globo, a coroação será encenada numa parceria da Cesgranrio com a Comissão de Preservação do Patrimônio Histórico e Cultural da Arquidiocese do Rio de Janeiro em 1 de dezembro de 2022.